# Wayne Gould
Wayne Gould (nacido el 3 de julio de 1945 en Nueva Zelanda) es un juez jubilado de Hong Kong.  Se le conoce sobre todo por sus esfuerzos de popularización del rompecabezas Sudoku en Gran Bretaña.
Su empresa informática desarrolló un programa que permite generar rejillas de Sudoku. Este esfuerzo incitó a diferentes periodistas británicos a interesarse por el Sudoku.
Redactó varias obras sobre el Sudoku y es también editor literario de una colección de obras sobre este rompecabezas.

### Como redactor
- Wayne Gould, The "Times" Su Doku, tomo 1, Times Books, 2005. ISBN 0007207328
- Wayne Gould, 100 Su Doku, tomo 1, Ediciones Generales First, 2005. ISBN 2754001158
- Wayne Gould, 100 Su Doku, tomo 2, Ediciones Generales First, 2005. ISBN 2754001271
- Wayne Gould, 100 Su Doku, tomo 3, Ediciones Generales First, 2005. ISBN 275400128X

### Como editor literario
- Wayne Gould, The "Times" Su Doku, tomo 2, Times Books, 2005. ISBN 0007213506
- Wayne Gould, The "Times" Su Doku, tomo 3, Times Books, 2005. ISBN 000721426X